# Eriopyga subtegula
Eriopyga subtegula là một loài bướm đêm trong họ Noctuidae.